# Coppa Alta Italia
La Coppa Alta Italia è stato un torneo calcistico di consolazione per le squadre del nord Italia escluse dai gironi finali della Divisione Nazionale 1945-1946 e della Serie B-C Alta Italia 1945-1946. La vincitrice fu il Bologna. Alcune partite di questa manifestazione furono inserite nella prima schedina del Totocalcio.

## Storia
Nel 1945 l'Italia usciva dalla seconda guerra mondiale distrutta e spaccata in due dalle devastazioni della Linea Gotica. In questa situazione fu impossibile organizzare una regolare stagione sportiva nazionale, ma la FIGC decise comunque di far ripartire i campionati separandoli, per causa di forza maggiore, fra le due parti del paese, riservandosi di eleggere un ristretto gruppo di società per giocare le finali nazionali in tarda primavera. Al Nord la Lega Nazionale Alta Italia, riesumazione in forma democratica del vecchio Direttorio Divisioni Superiori, organizzò un campionato di primo livello di Divisione Nazionale, e un campionato di secondo livello di Serie B-C suddiviso a gironi. La Coppa Alta Italia fu dunque il torneo di consolazione fra le escluse dalle finali dei due tornei: dieci delle quattordici società del massimo campionato e trenta delle trentasei squadre dell'allargata cadetteria.

## Formula
Le squadre aventi diritto alla partecipazione erano quaranta e vennero suddivise in otto gironi da cinque. A causa della crisi economica dopo la seconda guerra mondiale, tre squadre rinunciarono successivamente a partecipare: la Triestina nel girone A, il Panigale nel girone B e la Gallaratese nel girone F. I gironi A, B e F furono perciò composti da sole quattro squadre. Le vincenti di ogni girone passavano direttamente ai quarti.
Nel girone D, il Novara e la Vogherese arrivarono al primo posto con 12 punti. Fu dunque fatto disputare uno spareggio di ammissione ai quarti, giocato a Milano il 27 giugno 1946, che vide la vittoria del Novara sulla Vogherese per 2 a 1.

## Fase a gironi

### Girone A

#### Classifica
|  | Pos. | Squadra     | Pt       | G | V | N | P | GF | GS | DR  |
|  | ---- | ----------- | -------- | - | - | - | - | -- | -- | --- |
|  | 1.   | Venezia     | 9        | 6 | 3 | 3 | 0 | 11 | 4  | + 7 |
|  | 2.   | Udinese     | 6        | 6 | 2 | 2 | 2 | 7  | 4  | + 3 |
|  | 3.   | Pro Gorizia | 5        | 6 | 2 | 1 | 3 | 5  | 8  | - 3 |
|  | 4.   | Treviso     | 4        | 6 | 1 | 2 | 3 | 4  | 8  | - 4 |
|  | ---  | Triestina   | Ritirata | - | - | - | - | -  | -  | −   |

Legenda:

         Qualificata ai quarti di finale.
         Ritirata.
Note:
Due punti a vittoria, uno a pareggio, zero a sconfitta.
Era in vigore il pari merito, con eventuali spareggi per determinare qualificazioni.
La Triestina, inserita in questo girone, si è ritirata prima dell'inizio.

#### Calendario
| Andata (1ª) | Andata (1ª) | Prima giornata  | Ritorno (6ª) | Ritorno (6ª) |
|             |             |                 |              |              |
| 5 mag. 1946 | 2-1         | Treviso-Udinese | .-.          | 30 mag. 1946 |
| 5 mag. 1946 | 4-0         | Venezia-Gorizia | .-.          | 30 mag. 1946 |
| 5 mag. 1946 | .-.         | Udinese-Gorizia | 2-1          | 30 mag. 1946 |

| Andata (2ª) | Andata (2ª) | Seconda giornata | Ritorno (7ª) | Ritorno (7ª) |
|             |             |                  |              |              |
| 8 mag. 1946 | 1-0         | Gorizia-Udinese  | .-.          | 9 giu. 1946  |
| 8 mag. 1946 | 2-0         | Venezia-Treviso  | 1-1          | 9 giu. 1946  |

| Andata (3ª)  | Andata (3ª) | Terza giornata  | Ritorno (8ª) | Ritorno (8ª) |
|              |             |                 |              |              |
| 12 mag. 1946 | .-.         | Gorizia-Venezia | 0-1          | 16 giu. 1946 |
| 12 mag. 1946 | .-.         | Udinese-Treviso | 1-0          | 16 giu. 1946 |

| Andata (4ª)  | Andata (4ª) | Quarta giornata | Ritorno (9ª) | Ritorno (9ª) |
|              |             |                 |              |              |
| 19 mag. 1946 | 0-0         | Treviso-Gorizia | 1-3          | 20 giu. 1946 |
| 19 mag. 1946 | 1-1         | Udinese-Venezia | 2-2          | 20 giu. 1946 |

| \| Andata (5ª) \| Andata (5ª) \| Quinta giornata \| Ritorno (10ª) \| Ritorno (10ª) \| \| \| \| \| \| \| \| 26 mag. 1946 \| .-. \| .-. \| .-. \| 23 giu. 1946 \| \| 26 mag. 1946 \| .-. \| .-. \| .-. \| 23 giu. 1946 \| |             |                 |               |               |
| Andata (5ª) | Andata (5ª) | Quinta giornata | Ritorno (10ª) | Ritorno (10ª) |
| |             |                 |               |               |
| 26 mag. 1946 | .-.         | .-.             | .-.           | 23 giu. 1946  |
| 26 mag. 1946 | .-.         | .-.             | .-.           | 23 giu. 1946  |

### Girone B

#### Classifica
|  | Pos. | Squadra  | Pt       | G | V | N | P | GF | GS | DR  |
|  | ---- | -------- | -------- | - | - | - | - | -- | -- | --- |
|  | 1.   | Vicenza  | 8        | 6 | 3 | 2 | 1 | 12 | 7  | + 5 |
|  | 2.   | Trento   | 7        | 6 | 2 | 3 | 1 | 9  | 10 | - 1 |
|  | 3.   | Verona   | 5        | 6 | 2 | 1 | 3 | 9  | 10 | - 1 |
|  | 4.   | Mantova  | 4        | 6 | 0 | 4 | 2 | 10 | 13 | - 3 |
|  | ---  | Panigale | Ritirato | - | - | - | - | -  | -  | −   |

Legenda:

         Qualificata ai quarti di finale.
         Ritirata.
Note:
Due punti a vittoria, uno a pareggio, zero a sconfitta.
Era in vigore il pari merito, con eventuali spareggi per determinare qualificazioni.
Il Panigale, inserito in questo girone, si è ritirato prima dell'inizio.

#### Calendario
| Andata (1ª) | Andata (1ª) | Prima giornata | Ritorno (6ª) | Ritorno (6ª) |
|             |             |                |              |              |
| 5 mag. 1946 | 1-0         | Trento-Verona  | 1-4          | 30 mag. 1946 |
| 5 mag. 1946 | .-.         | .-.            | .-.          | 30 mag. 1946 |

| Andata (2ª) | Andata (2ª) | Seconda giornata | Ritorno (7ª) | Ritorno (7ª) |
|             |             |                  |              |              |
| 8 mag. 1946 | 3-2         | Verona-Mantova   | .-.          | 9 giu. 1946  |
| 8 mag. 1946 | 1-1         | Vicenza-Trento   | 0-1          | 9 giu. 1946  |

| Andata (3ª)  | Andata (3ª) | Terza giornata | Ritorno (8ª) | Ritorno (8ª) |
|              |             |                |              |              |
| 12 mag. 1946 | .-.         | Mantova-Verona | 0-0          | 16 giu. 1946 |
| 12 mag. 1946 | .-.         | .-.            | .-.          | 16 giu. 1946 |

| Andata (4ª)  | Andata (4ª) | Quarta giornata | Ritorno (9ª) | Ritorno (9ª) |
|              |             |                 |              |              |
| 19 mag. 1946 | 3-3         | Mantova-Vicenza | 0-2          | 20 giu. 1946 |
| 19 mag. 1946 | .-.         | .-.             | .-.          | 20 giu. 1946 |

| \| Andata (5ª) \| Andata (5ª) \| Quinta giornata \| Ritorno (10ª) \| Ritorno (10ª) \| \| \| \| \| \| \| \| 26 mag. 1946 \| 3-0 \| Vicenza-Verona \| 3-2 \| 23 giu. 1946 \| \| 26 mag. 1946 \| 2-2 \| Trento-Mantova \| 3-3 \| 23 giu. 1946 \| |             |                 |               |               |
| Andata (5ª) | Andata (5ª) | Quinta giornata | Ritorno (10ª) | Ritorno (10ª) |
| |             |                 |               |               |
| 26 mag. 1946 | 3-0         | Vicenza-Verona  | 3-2           | 23 giu. 1946  |
| 26 mag. 1946 | 2-2         | Trento-Mantova  | 3-3           | 23 giu. 1946  |

### Girone C

#### Classifica
|  | Pos. | Squadra  | Pt | G | V | N | P | GF | GS | DR   |
|  | ---- | -------- | -- | - | - | - | - | -- | -- | ---- |
|  | 1.   | Atalanta | 14 | 8 | 7 | 0 | 1 | 21 | 7  | + 14 |
|  | 2.   | Brescia  | 9  | 8 | 4 | 1 | 3 | 15 | 13 | + 2  |
|  | 3.   | Seregno  | 8  | 8 | 4 | 0 | 4 | 8  | 10 | - 2  |
|  | 4.   | Lecco    | 5  | 8 | 2 | 1 | 5 | 12 | 19 | - 7  |
|  | 5.   | Biellese | 4  | 8 | 2 | 0 | 6 | 12 | 19 | - 7  |

Legenda:

         Qualificata ai quarti di finale.
Note:
Due punti a vittoria, uno a pareggio, zero a sconfitta.
Era in vigore il pari merito, con eventuali spareggi per determinare qualificazioni.

#### Calendario
| Andata (1ª) | Andata (1ª)     | Prima giornata   | Ritorno (6ª) | Ritorno (6ª) |
|             |                 |                  |              |              |
| 5 mag. 1946 | 1-4             | Lecco-Atalanta   | 0-2          | 30 mag. 1946 |
| 5 mag. 1946 | 2-1             | Seregno-Biellese | 2-3          | 30 mag. 1946 |
| 5 mag. 1946 | Riposa: Brescia |                  |              | 30 mag. 1946 |

| Andata (2ª) | Andata (2ª)   | Seconda giornata | Ritorno (7ª) | Ritorno (7ª) |
|             |               |                  |              |              |
| 8 mag. 1946 | 1-0           | Atalanta-Seregno | 0-1          | 9 giu. 1946  |
| 8 mag. 1946 | 0-1           | Biellese-Brescia | 2-3          | 9 giu. 1946  |
| 8 mag. 1946 | Riposa: Lecco |                  |              | 9 giu. 1946  |

| Andata (3ª)  | Andata (3ª)      | Terza giornata  | Ritorno (8ª) | Ritorno (8ª) |
|              |                  |                 |              |              |
| 12 mag. 1946 | 3-0              | Lecco-Biellese  | 1-5          | 16 giu. 1946 |
| 12 mag. 1946 | 1-0              | Seregno-Brescia | 0-1          | 16 giu. 1946 |
| 12 mag. 1946 | Riposa: Atalanta |                 |              | 16 giu. 1946 |

| Andata (4ª)  | Andata (4ª)      | Quarta giornata  | Ritorno (9ª) | Ritorno (9ª) |
|              |                  |                  |              |              |
| 19 mag. 1946 | 1-2              | Brescia-Atalanta | 3-5          | 20 giu. 1946 |
| 19 mag. 1946 | 1-0              | Seregno-Lecco    | 1-4          | 20 giu. 1946 |
| 19 mag. 1946 | Riposa: Biellese |                  |              | 20 giu. 1946 |

| \| Andata (5ª) \| Andata (5ª) \| Quinta giornata \| Ritorno (10ª) \| Ritorno (10ª) \| \| \| \| \| \| \| \| 26 mag. 1946 \| 0-3 \| Biellese-Atalanta \| 1-4 \| 23 giu. 1946 \| \| 26 mag. 1946 \| 4-1 \| Brescia-Lecco \| 2-2 \| 23 giu. 1946 \| \| 26 mag. 1946 \| Riposa: Seregno \| \| \| 23 giu. 1946 \| |                 |                   |               |               |
| Andata (5ª) | Andata (5ª)     | Quinta giornata   | Ritorno (10ª) | Ritorno (10ª) |
| |                 |                   |               |               |
| 26 mag. 1946 | 0-3             | Biellese-Atalanta | 1-4           | 23 giu. 1946  |
| 26 mag. 1946 | 4-1             | Brescia-Lecco     | 2-2           | 23 giu. 1946  |
| 26 mag. 1946 | Riposa: Seregno |                   |               | 23 giu. 1946  |

### Girone D

#### Classifica
|  | Pos. | Squadra      | Pt | G | V | N | P | GF | GS | DR   |
|  | ---- | ------------ | -- | - | - | - | - | -- | -- | ---- |
|  | 1.   | Novara       | 12 | 8 | 5 | 2 | 1 | 16 | 8  | + 8  |
|  | 1.   | Vogherese    | 12 | 8 | 5 | 2 | 1 | 15 | 5  | + 10 |
|  | 3.   | Andrea Doria | 11 | 8 | 5 | 1 | 2 | 11 | 6  | + 5  |
|  | 4.   | Pro Sesto    | 3  | 8 | 1 | 1 | 6 | 3  | 19 | - 16 |
|  | 5.   | Legnano      | 2  | 8 | 1 | 0 | 6 | 6  | 13 | - 7  |

Legenda:

         Qualificata ai quarti di finale.
Note:
Due punti a vittoria, uno a pareggio, zero a sconfitta.
Era in vigore il pari merito, con eventuali spareggi per determinare qualificazioni.

#### Calendario
| Andata (1ª) | Andata (1ª)          | Prima giornata      | Ritorno (6ª) | Ritorno (6ª) |
|             |                      |                     |              |              |
| 5 mag. 1946 | 0-2                  | Legnano-Novara      | 2-4          | 30 mag. 1946 |
| 5 mag. 1946 | 0-0                  | Pro Sesto-Vogherese | 1-6          | 30 mag. 1946 |
| 5 mag. 1946 | Riposa: Andrea Doria |                     |              | 30 mag. 1946 |

| Andata (2ª) | Andata (2ª)       | Seconda giornata     | Ritorno (7ª) | Ritorno (7ª) |
|             |                   |                      |              |              |
| 8 mag. 1946 | 2-0               | Andrea Doria-Legnano | 1-0          | 9 giu. 1946  |
| 8 mag. 1946 | 4-0               | Novara-Pro Sesto     | 3-1          | 9 giu. 1946  |
| 8 mag. 1946 | Riposa: Vogherese |                      |              | 9 giu. 1946  |

| Andata (3ª)  | Andata (3ª)     | Terza giornata         | Ritorno (8ª) | Ritorno (8ª) |
|              |                 |                        |              |              |
| 12 mag. 1946 | 0-2             | Pro Sesto-Andrea Doria | 0-1          | 16 giu. 1946 |
| 12 mag. 1946 | 1-1             | Novara-Vogherese       | 1-0          | 16 giu. 1946 |
| 12 mag. 1946 | Riposa: Legnano |                        |              | 16 giu. 1946 |

| Andata (4ª)  | Andata (4ª)    | Quarta giornata        | Ritorno (9ª) | Ritorno (9ª) |
|              |                |                        |              |              |
| 19 mag. 1946 | 3-0            | Legnano-Pro Sesto      | 0-1          | 20 giu. 1946 |
| 19 mag. 1946 | 3-1            | Vogherese-Andrea Doria | 2-0          | 20 giu. 1946 |
| 19 mag. 1946 | Riposa: Novara |                        |              | 20 giu. 1946 |

| \| Andata (5ª) \| Andata (5ª) \| Quinta giornata \| Ritorno (10ª) \| Ritorno (10ª) \| \| \| \| \| \| \| \| 26 mag. 1946 \| 3-0 \| Andrea Doria-Novara \| 1-1 \| 23 giu. 1946 \| \| 26 mag. 1946 \| 1-0 \| Vogherese-Legnano \| 1-2 \| 23 giu. 1946 \| \| 26 mag. 1946 \| Riposa: Pro Sesto \| \| \| 23 giu. 1946 \| |                   |                     |               |               |
| Andata (5ª) | Andata (5ª)       | Quinta giornata     | Ritorno (10ª) | Ritorno (10ª) |
| |                   |                     |               |               |
| 26 mag. 1946 | 3-0               | Andrea Doria-Novara | 1-1           | 23 giu. 1946  |
| 26 mag. 1946 | 1-0               | Vogherese-Legnano   | 1-2           | 23 giu. 1946  |
| 26 mag. 1946 | Riposa: Pro Sesto |                     |               | 23 giu. 1946  |

### Girone E

#### Classifica
|  | Pos. | Squadra           | Pt | G | V | N | P | GF | GS | DR   |
|  | ---- | ----------------- | -- | - | - | - | - | -- | -- | ---- |
|  | 1.   | Genoa             | 14 | 8 | 6 | 2 | 0 | 20 | 3  | + 17 |
|  | 2.   | Como              | 10 | 8 | 4 | 2 | 2 | 14 | 14 | 0    |
|  | 3.   | Ausonia La Spezia | 8  | 8 | 2 | 4 | 2 | 9  | 9  | 0    |
|  | 4.   | Casale            | 5  | 8 | 2 | 1 | 5 | 8  | 12 | - 4  |
|  | 5.   | Pro Vercelli      | 3  | 8 | 1 | 1 | 6 | 5  | 18 | - 13 |

Legenda:

         Qualificata ai quarti di finale.
Note:
Due punti a vittoria, uno a pareggio, zero a sconfitta.
Era in vigore il pari merito, con eventuali spareggi per determinare qualificazioni.

#### Calendario
| Andata (1ª) | Andata (1ª)     | Prima giornata      | Ritorno (6ª) | Ritorno (6ª) |
|             |                 |                     |              |              |
| 5 mag. 1946 | 2-2             | Como-Genoa          | 0-4          | 30 mag. 1946 |
| 5 mag. 1946 | 1-1*            | Pro Vercelli-Casale | 2-1          | 30 mag. 1946 |
| 5 mag. 1946 | Riposa: Ausonia |                     |              | 30 mag. 1946 |

| Andata (2ª) | Andata (2ª)   | Seconda giornata     | Ritorno (7ª) | Ritorno (7ª) |
|             |               |                      |              |              |
| 8 mag. 1946 | 1-0           | Ausonia-Pro Vercelli | 0-0          | 9 giu. 1946  |
| 8 mag. 1946 | 3-0           | Casale-Como          | 0-2          | 9 giu. 1946  |
| 8 mag. 1946 | Riposa: Genoa |                      |              | 9 giu. 1946  |

| Andata (3ª)  | Andata (3ª)          | Terza giornata | Ritorno (8ª) | Ritorno (8ª) |
|              |                      |                |              |              |
| 12 mag. 1946 | 2-0                  | Como-Ausonia   | 2-2          | 16 giu. 1946 |
| 12 mag. 1946 | 2-0                  | Genoa-Casale   | 1-0          | 16 giu. 1946 |
| 12 mag. 1946 | Riposa: Pro Vercelli |                |              | 16 giu. 1946 |

| Andata (4ª)  | Andata (4ª)    | Quarta giornata   | Ritorno (9ª) | Ritorno (9ª) |
|              |                |                   |              |              |
| 19 mag. 1946 | 0-2            | Ausonia-Genoa     | 1-1          | 20 giu. 1946 |
| 19 mag. 1946 | 3-1            | Como-Pro Vercelli | 3-2          | 20 giu. 1946 |
| 19 mag. 1946 | Riposa: Casale |                   |              | 20 giu. 1946 |

| \| Andata (5ª) \| Andata (5ª) \| Quinta giornata \| Ritorno (10ª) \| Ritorno (10ª) \| \| \| \| \| \| \| \| 26 mag. 1946 \| 2-2 \| Casale-Ausonia \| 0-3 \| 23 giu. 1946 \| \| 26 mag. 1946 \| 0-3 \| Pro Vercelli-Genoa \| 0-5 \| 23 giu. 1946 \| \| 26 mag. 1946 \| Riposa: Como \| \| \| 23 giu. 1946 \| | - Pro Vercelli - Casale del 5 maggio è stata sospesa sul risultato di 1 a 1 per incidenti fra il pubblico. |                    |               |               |
| Andata (5ª) | Andata (5ª)                                                                                                | Quinta giornata    | Ritorno (10ª) | Ritorno (10ª) |
| | |                    |               |               |
| 26 mag. 1946 | 2-2 | Casale-Ausonia     | 0-3           | 23 giu. 1946  |
| 26 mag. 1946 | 0-3 | Pro Vercelli-Genoa | 0-5           | 23 giu. 1946  |
| 26 mag. 1946 | Riposa: Como                                                                                               |                    |               | 23 giu. 1946  |

### Girone F

#### Classifica
|  | Pos. | Squadra         | Pt       | G | V | N | P | GF | GS | DR  |
|  | ---- | --------------- | -------- | - | - | - | - | -- | -- | --- |
|  | 1.   | Sampierdarenese | 8        | 6 | 2 | 4 | 0 | 14 | 9  | + 5 |
|  | 2.   | Savona          | 7        | 6 | 2 | 3 | 1 | 9  | 8  | + 1 |
|  | 3.   | Sestrese        | 5        | 6 | 1 | 3 | 2 | 12 | 13 | - 1 |
|  | 4.   | Cuneo           | 4        | 6 | 2 | 0 | 4 | 6  | 11 | - 5 |
|  | ---  | Gallaratese     | Ritirata | - | - | - | - | -  | -  | −   |

Legenda:

         Qualificata ai quarti di finale.
         Ritirata.
Note:
Due punti a vittoria, uno a pareggio, zero a sconfitta.
Era in vigore il pari merito, con eventuali spareggi per determinare qualificazioni.
La Gallaratese, inserita in questo girone, si è ritirata prima dell'inizio.

#### Calendario
| Andata (1ª) | Andata (1ª) | Prima giornata           | Ritorno (6ª) | Ritorno (6ª) |
|             |             |                          |              |              |
| 5 mag. 1946 | 2-1         | Sampierdarenese-Sestrese | 4-4          | 30 mag. 1946 |
| 5 mag. 1946 | 3-1         | Savona-Cuneo             | .-.          | 30 mag. 1946 |

| Andata (2ª) | Andata (2ª) | Seconda giornata      | Ritorno (7ª) | Ritorno (7ª) |
|             |             |                       |              |              |
| 8 mag. 1946 | 0-3         | Cuneo-Sampierdarenese | 0-2          | 9 giu. 1946  |
| 8 mag. 1946 | 3-1         | Sestrese-Savona       | 1-1          | 9 giu. 1946  |

| Andata (3ª)  | Andata (3ª) | Terza giornata | Ritorno (8ª) | Ritorno (8ª) |
|              |             |                |              |              |
| 12 mag. 1946 | 2-1         | Cuneo-Sestrese | 3-1          | 16 giu. 1946 |
| 12 mag. 1946 | .-.         | .-.            | .-.          | 16 giu. 1946 |

| Andata (4ª)  | Andata (4ª) | Quarta giornata        | Ritorno (9ª) | Ritorno (9ª) |
|              |             |                        |              |              |
| 19 mag. 1946 | 2-2         | Sampierdarenese-Savona | .-.          | 20 giu. 1946 |
| 19 mag. 1946 | .-.         | Cuneo-Savona           | 1-0          | 20 giu. 1946 |

| \| Andata (5ª) \| Andata (5ª) \| Quinta giornata \| Ritorno (10ª) \| Ritorno (10ª) \| \| \| \| \| \| \| \| 26 mag. 1946 \| .-. \| Savona-Sampierdarenese \| 1-1 \| 23 giu. 1946 \| \| 26 mag. 1946 \| .-. \| .-. \| .-. \| 23 giu. 1946 \| |             |                        |               |               |
| Andata (5ª) | Andata (5ª) | Quinta giornata        | Ritorno (10ª) | Ritorno (10ª) |
| |             |                        |               |               |
| 26 mag. 1946 | .-.         | Savona-Sampierdarenese | 1-1           | 23 giu. 1946  |
| 26 mag. 1946 | .-.         | .-.                    | .-.           | 23 giu. 1946  |

### Girone G

#### Classifica
|  | Pos. | Squadra | Pt | G | V | N | P | GF | GS | DR   |
|  | ---- | ------- | -- | - | - | - | - | -- | -- | ---- |
|  | 1.   | Modena  | 14 | 8 | 7 | 0 | 1 | 20 | 8  | + 12 |
|  | 2.   | Crema   | 8  | 8 | 4 | 0 | 4 | 20 | 16 | + 4  |
|  | 2.   | Cesena  | 8  | 8 | 4 | 0 | 4 | 13 | 25 | - 12 |
|  | 4.   | Parma   | 5  | 8 | 2 | 1 | 5 | 13 | 14 | - 1  |
|  | 4.   | Suzzara | 5  | 8 | 2 | 1 | 5 | 13 | 16 | - 3  |

Legenda:

         Qualificata ai quarti di finale.
Note:
Due punti a vittoria, uno a pareggio, zero a sconfitta.
Era in vigore il pari merito, con eventuali spareggi per determinare qualificazioni.

#### Calendario
| Andata (1ª) | Andata (1ª)    | Prima giornata | Ritorno (6ª) | Ritorno (6ª) |
|             |                |                |              |              |
| 5 mag. 1946 | 5-1            | Crema-Suzzara  | 1-0          | 30 mag. 1946 |
| 5 mag. 1946 | 0-1            | Parma-Modena   | 0-2          | 30 mag. 1946 |
| 5 mag. 1946 | Riposa: Cesena |                |              | 30 mag. 1946 |

| Andata (2ª) | Andata (2ª)   | Seconda giornata | Ritorno (7ª) | Ritorno (7ª) |
|             |               |                  |              |              |
| 8 mag. 1946 | 5-1           | Modena-Crema     | 2-1          | 9 giu. 1946  |
| 8 mag. 1946 | 6-0           | Suzzara-Cesena   | 0-2          | 9 giu. 1946  |
| 8 mag. 1946 | Riposa: Parma |                  |              | 9 giu. 1946  |

| Andata (3ª)  | Andata (3ª)     | Terza giornata | Ritorno (8ª) | Ritorno (8ª) |
|              |                 |                |              |              |
| 12 mag. 1946 | 3-0             | Crema-Parma    | 1-4          | 16 giu. 1946 |
| 12 mag. 1946 | 3-1             | Cesena-Modena  | 1-3          | 16 giu. 1946 |
| 12 mag. 1946 | Riposa: Suzzara |                |              | 16 giu. 1946 |

| Andata (4ª)  | Andata (4ª)   | Quarta giornata | Ritorno (9ª) | Ritorno (9ª) |
|              |               |                 |              |              |
| 19 mag. 1946 | 7-0           | Parma-Cesena    | 0-3          | 20 giu. 1946 |
| 19 mag. 1946 | 4-1           | Modena-Suzzara  | 2-1          | 20 giu. 1946 |
| 19 mag. 1946 | Riposa: Crema |                 |              | 20 giu. 1946 |

| \| Andata (5ª) \| Andata (5ª) \| Quinta giornata \| Ritorno (10ª) \| Ritorno (10ª) \| \| \| \| \| \| \| \| 26 mag. 1946 \| 1-1 \| Suzzara-Parma \| 3-1 \| 23 giu. 1946 \| \| 26 mag. 1946 \| 4-0 \| Cesena-Crema \| 0-8 \| 23 giu. 1946 \| \| 26 mag. 1946 \| Riposa: Modena \| \| \| 23 giu. 1946 \| |                |                 |               |               |
| Andata (5ª) | Andata (5ª)    | Quinta giornata | Ritorno (10ª) | Ritorno (10ª) |
| |                |                 |               |               |
| 26 mag. 1946 | 1-1            | Suzzara-Parma   | 3-1           | 23 giu. 1946  |
| 26 mag. 1946 | 4-0            | Cesena-Crema    | 0-8           | 23 giu. 1946  |
| 26 mag. 1946 | Riposa: Modena |                 |               | 23 giu. 1946  |

### Girone H

#### Classifica
|  | Pos. | Squadra  | Pt | G | V | N | P | GF | GS | DR   |
|  | ---- | -------- | -- | - | - | - | - | -- | -- | ---- |
|  | 1.   | Bologna  | 14 | 7 | 6 | 1 | 0 | 25 | 4  | + 21 |
|  | 2.   | Forlì    | 7  | 8 | 3 | 1 | 4 | 12 | 18 | - 6  |
|  | 3.   | SPAL     | 6  | 7 | 3 | 0 | 4 | 9  | 18 | - 9  |
|  | 3.   | Fanfulla | 6  | 8 | 2 | 2 | 4 | 14 | 13 | + 1  |
|  | 5.   | Piacenza | 5  | 8 | 2 | 1 | 5 | 12 | 19 | - 7  |

Legenda:

         Qualificata ai quarti di finale.
Note:
Due punti a vittoria, uno a pareggio, zero a sconfitta.
Era in vigore il pari merito, con eventuali spareggi per determinare qualificazioni.

#### Calendario
| Andata (1ª) | Andata (1ª) | Prima giornata   | Ritorno (6ª) | Ritorno (6ª) |
|             |             |                  |              |              |
| 5 mag. 1946 | 2-1         | Bologna-Piacenza | 5-1          | 30 mag. 1946 |
| 5 mag. 1946 | 1-1         | Fanfulla-Forlì   | 1-2          | 30 mag. 1946 |
| 5 mag. 1946 | Riposa:Spal |                  |              | 30 mag. 1946 |

| Andata (2ª) | Andata (2ª) | Seconda giornata  | Ritorno (7ª) | Ritorno (7ª) |
|             |             |                   |              |              |
| 8 mag. 1946 | 1-1         | Piacenza-Fanfulla | 1-5          | 9 giu. 1946  |
| 8 mag. 1946 | 2-4*        | Spal-Bologna      | .-.          | 9 giu. 1946  |
| 8 mag. 1946 | Riposa:.    |                   |              | 9 giu. 1946  |

| Andata (3ª)  | Andata (3ª)    | Terza giornata | Ritorno (8ª) | Ritorno (8ª) |
|              |                |                |              |              |
| 12 mag. 1946 | 2-0            | Piacenza-Forlì | 1-2          | 20 giu. 1946 |
| 12 mag. 1946 | 2-1            | Spal-Fanfulla  | 0-4          | 20 giu. 1946 |
| 12 mag. 1946 | Riposa:Bologna |                |              | 20 giu. 1946 |

| Andata (4ª)  | Andata (4ª)     | Quarta giornata | Ritorno (9ª) | Ritorno (9ª) |
|              |                 |                 |              |              |
| 19 mag. 1946 | 1-5             | Forlì-Bologna   | 0-5          | 16 giu. 1946 |
| 19 mag. 1946 | 4-2             | Spal-Piacenza   | 0-3          | 16 giu. 1946 |
| 19 mag. 1946 | Riposa:Fanfulla |                 |              | 16 giu. 1946 |

| \| Andata (5ª) \| Andata (5ª) \| Quinta giornata \| Ritorno (10ª) \| Ritorno (10ª) \| \| \| \| \| \| \| \| 26 mag. 1946 \| 1-1 \| Fanfulla-Bologna \| 1-4 \| 23 giu. 1946 \| \| 26 mag. 1946 \| 4-0 \| Forlì-Spal \| 2-3 \| 23 giu. 1946 \| \| 26 mag. 1946 \| Riposa:Piacenza \| \| \| 23 giu. 1946 \| | NB. Non è noto il motivo per il quale, in questo girone, l'8ª giornata di ritorno sia stata invertita con la 9ª. - La partita di andata fra Spal e Bologna, prevista per l'8 maggio, è stata recuperata il 9 giugno. La partita di ritorno non è stata disputata. |                  |               |               |
| Andata (5ª) | Andata (5ª) | Quinta giornata  | Ritorno (10ª) | Ritorno (10ª) |
| | |                  |               |               |
| 26 mag. 1946 | 1-1 | Fanfulla-Bologna | 1-4           | 23 giu. 1946  |
| 26 mag. 1946 | 4-0 | Forlì-Spal       | 2-3           | 23 giu. 1946  |
| 26 mag. 1946 | Riposa:Piacenza |                  |               | 23 giu. 1946  |

## Fase finale

### Quarti di finale
30 giugno e 7 luglio
| Squadra 1 | Totale | Squadra 2       | Andata | Ritorno |
| --------- | ------ | --------------- | ------ | ------- |
| Genoa     | 9 - 1  | Sampierdarenese | 5 - 1  | 4 - 0   |
| Venezia   | 3 - 4  | Modena          | 3 - 1  | 0 - 3   |
| Novara    | 4 - 3  | Atalanta        | 2 - 2  | 2 - 1   |
| Bologna   | 6 - 1  | Vicenza         | 4 - 0  | 2 - 1   |

### Semifinali
14 luglio e 21 luglio
| Squadra 1 | Totale | Squadra 2 | Andata | Ritorno |
| --------- | ------ | --------- | ------ | ------- |
| Genoa     | 1 - 2  | Novara    | 1 - 1  | 0 - 1   |
| Bologna   | 3 - 2  | Modena    | 2 - 1  | 1 - 1   |

### Finale
| Arbitro: | Bellè (Venezia) |

|                  |           |                        |
| Baira 21’ (rig.) | Marcatori | 46’ Cappello 60’ Taiti |

| Arbitro: | Agnolin (Bassano del Grappa) |

|                                    |           |            |
| Cappello 2’, 58’, 81’ Malagoli 64’ | Marcatori | 73’ Pombia |